# Ильичев (хутор)
Ильичев — хутор в Зимовниковском районе Ростовской области.
Входит в состав Зимовниковского сельского поселения.

## География
Рядом с хутором находится памятник природы областного значения Ильичевское урочище.

### Улицы
- ул. Лодянова
- ул. Степная
- пер. Восточный

## Население
| 2010 |
| ---- |
| 181  |